# Comunidad de villa y tierra de Ágreda
La Comunidad de villa y tierra de Ágreda era una comunidad de villa y tierra de la Extremadura castellana, cuya capital era la noble y alta villa de Ágreda. Con el nombre de Partido de Ágreda, formaba parte de la Intendencia de Soria situada en la actual provincia de Soria, en la antigua región española de Castilla la Vieja, hoy comunidad autónomas de Castilla y León.Todo el territorio de esta comarca se encuentra en la actualidad en la Comarca del Moncayo.

## Lugares que comprendía
Entre paréntesis figura el municipio al que pertenecen.
| - Ágreda. - La Aldehuela (Ágreda). - Araviana (despoblado). - Beratón. - Vozmediano. | - Campiserrado (despoblado). - Castilruiz. - Conejares (despoblado). - Cueva de Ágreda - Dévanos | - Fuentes de Ágreda (Ágreda). - Fuentestrún - Matalebreras. - Montenegro de Ágreda Montenegro. - Moranas (despoblado). | - Muro de Ágreda - Ólvega - San Andrés (despoblado). - San Felices (Soria). - Trévago. - Valdelagua del Cerro |  |